# مارتن غيبونز
مارتن غيبونز (بالإنجليزية: Martin Gibbons)‏ هو فلاح وسياسي أيرلندي، ولد في 1 مارس 1953. في الانتخابات العمومية الإيرلندية 1987 ‏، انتخب نائب دييل عن دائرة كارلو–كلكيني ‏ وقد انضم خلال فترته النيابية ‏ (10 مارس 1987 – 25 مايو 1989) للكتلة البرلمانية حزب الديمقراطيين التقدميين.